# Vaux-en-Pré
Vaux-en-Pré è un comune francese di 108 abitanti situato nel dipartimento della Saona e Loira nella regione della Borgogna-Franca Contea.

## Società

### Evoluzione demografica
Abitanti censiti